# Elif – A szeretet útján
Az Elif – A szeretet útján (eredeti címén: Elif) török drámasorozat, amelyet Törökországban a Kanal 7 mutatott be 2014 és 2019 között. Magyarországon 2017. szeptember 4-én kezdte el sugározni az RTL Klub, 2019. április 1-től az RTL Gold is elkezdte sugározni a sorozatot.

## Történet
Elif édesanyja, Melek várandósan lett egy részeges férfi, Veysel felesége. Veysel ráadásul hatalmas kártyaadósságot halmoz fel és a bűnözők törlesztésül Elifet kérik cserébe. A súlyosan beteg Melek tudomást szerez az elképesztő tervről és legjobb barátnőjéhez, Ayséhoz fordul segítségért. Az utolsó pillanatban meg kell szöktetnie az alig 6 éves kislányt még mielőtt férje és a banda rátalálnak. Ayse ráadásul azt a feladatot kapja, hogy vigye el Elifet a gazdag Kenan házába, ahol az asszony dolgozik. A kislány nem tudja, hogy valójában biológiai apja házába kerül, aki szintén nem sejti, hogy Elif egy korábbi szolgálólánnyal szövődött törvénytelen kapcsolatának gyümölcse. Ráadásul Kenan felesége és gyermeke sem nézik jó szemmel a kis jövevényt és mindent megtesznek azért, hogy lehulljon a lepel a Kenan ház féltve őrzött titkáról.

## Szereplők
| Szerepnév             | Színész(nő)                                      | Magyar hang                   | Évad | Megjegyzés |
| --------------------- | ------------------------------------------------ | ----------------------------- | ---- | --- |
| Elif Emiroğlu         | İsabella Damla Güvenilir                         | Szűcs Anna Viola              | 1–5  | A főszereplő kislány, aki rengeteg kalandot él át. |
| Melek Üstün           | Selin Sezgin                                     | Németh Kriszta                | 1–5  | Elif anyukája, aki szintén rengeteg kalandot él át. |
| Kenan Emiroğlu †      | Altuğ Seckiner (1. évad) Volkan Çolpan (2. évad) | Posta Victor                  | 1–2  | Elif apukája, de azt hiszi hogy Tuğçe is a gyermeke, Aliye egyik fia az Emiroğlu család feje. |
| Arzu Karapinár        | Cemre Melıs Çınar                                | Erdős Borcsa                  | 1–3  | A főgonosz, aki mindig bosszút akar állni, különösen az Emiroğlukon. Álnéven elmenekül. |
| Veysel Şimşek         | Hasan Balliktas                                  | Petridisz Hrisztosz           | 1–4  | Murat és Zeynep apja, az elején még kiabálós, veszekedős ember, de amikor Tülay megjelenik az életében, akkor nyugodtabbá válik. |
| Tugce Emiroglu †      | Zeynep Ögren                                     | Gyarmati Laura                | 1–2  | Az Emiroglu család valójában nevelt gyermeke. Az igazi apja: Serdar Açar. Arzu megöli. |
| Zeynep Emiroğlu       | Gülçin Tuncok                                    | Nemes Takách Kata             | 1–3  | Veysel lánya, aki összeházasodott Selimmel. |
| Selim Emiroğlu        | Emre Kıvılcım                                    | Joó Gábor                     | 1–3  | Aliye másik fia, Zeynep férje, Kenan halála után az Emiroğlu család feje. |
| Ayşe Doğan †          | Ozanay Alpkan                                    | Bertalan Ágnes                | 1    | Az Emirogluk első szolgája. Elgázolják. |
| Murat Şimşek          | Batuhan Soncul                                   | Szabó Máté                    | 1–4  | Veysel fia és Zeynep bátyja. |
| İpek Emiroğlu         | Gülfer Sarıgül Sinem Karanfil Eşin Benim         | Csuha Bori                    | 1–2  | Aliye egyetlen lánya. |
| Aliye Emiroğlu        | Aysun Güven                                      | Menszátor Magdolna            | 1–3  | Az idős asszony akinek 3 gyermeke van. Az elején gonosz volt. |
| Gonca Açar †          | Dilara Yüzer                                     | Nádasi Veronika               | 1–3  | Az Emirogluknál volt cseléd, de igazábol Arzunak dolgozott, majd feleségül vette Necdet, később pedig Serdar is. Később pedig egy vállalkozás főnöke, Arzu megöli. |
| Pelin                 | Pelin Çalışkanoğlu                               | F. Nagy Erika                 | 1–3  | A lány aki mindig Selimet akarja. |
| Şerife                | Taliha Sonağ                                     | Zsurzs Kati                   | 1    | Ő is az Emiroğluk első szolgája. |
| Hüsnü                 | Tevfik Yapıcı                                    | Vári Attila                   | 1    | Szintén az Emirogluk első szolgája. |
| Şeyda                 | Zeynep Buse Kale                                 | Simonyi Réka                  | 1    | Murat első szerelme. |
| Melih Özer †          | İlker Gürsoy                                     | Varga Gábor                   | 1-2  | Melek bátyja. Necdet megöleti |
| Kiraz                 | Ayşegül Yalçıner                                 | Törtei Tünde                  | 1–2  | |
| Sadık                 | Kerem Akdeniz                                    | Moser Károly                  | 1–2  | Kiraz férje, szintén az Emiroğluk második szolgája. |
| Erkut Şahin           | Umut Ölcer                                       | Seder Gábor                   | 1–3  | Először Arzu szövetségese, később Necdet szolgája, majd Gonca szövetségese, Asuman férje. |
| Efruz Baba †          | Kıvılcım Kaya                                    | Imre István                   | 1–2  | Melih nevelőapja. Necdet megöleti. |
| Feraye                | Sinem Akman                                      | Györfi Laura                  | 1–3  | Először İpek barátnője, de később Peliné. |
| Gülnur                | Ayşe Backir                                      | Kuna Kata                     | 1–2  | Melek és Zeynep barátnője, segítője. |
| Nadir                 | Uğur Tekin                                       | Varga Rókus                   | 1    | Şeyda barátja. |
| Hasan                 | Yurdaer Tosun                                    | Kajtár Róbert                 | 1–2  | Az Emiroğluknál szintén egy szolga, de ő hosszabb ideig. |
| Tülay Şimşek          | Derya Sen                                        | Kocsis Mariann                | 1–4  | Veysel felesége. |
| Necdet Karapınar †    | Gürhan Gülbahar                                  | Galbenisz Tomasz              | 2    | Arzu apja, aki szintén egy gonosz bosszúálló. Valójában ő volt az, aki felbérelt egy embert, hogy ölje meg Melek és Melih szüleit. |
| Ayten                 | Tülay Unayağyol                                  | Kokas Piroska                 | 2    | Egyik nő a börtönben, amikor Arzu börtönbe került. |
| Nevra                 | Nesrin Ünlü                                      | Ősi Ildikó                    | 2    | Egyik nő a börtönben, amikor Arzu börtönbe került. |
| Sultan                | Aynur Tokluoğlu                                  | Szórádi Erika                 | 2    | Egyik nő a börtönben, amikor Arzu börtönbe került. |
| Serdar Açar †         | Hakan Boz iyiğit                                 | Tokaji Csaba                  | 2–3  | Tuğçe igazi apja, Gonca férje. Ümit megöleti a börtönben. |
| Feride Çetin          | Beril Eda Yeşil                                  | Molnár Ilona                  | 2–3  | Murat második szerelme, és szintén barátnője és segítője Meleknek. |
| Melahat†              | Ayla Tığlı                                       | Halász Aranka                 | 2    | Feride nagynénje. |
| Mahmut/Senol          | Aydan Çakır                                      | ?                             | 2    | Ő az aki zsebkendőt árultat a gyerekekkel, többek között Eliffel. |
| Hamit                 | Caner Solmaz                                     | Szalay Csongor                | 2    | A zsebkendőárulás közben összebarátkozott Eliffel. |
| Gökhan                | Yusuf Özdek                                      | Hermann Lilla                 | 2    | A kislány akit Melek nagyon megsajnált. |
| Nurten Köse †         | Benan Yüce                                       | Nyírő Eszter                  | 2    | A zsebkendőárulás után hozzá és a férjéhez kerül Elif, de Nurten nagyon rosszul bánik Eliffel. Arzu megöli. |
| Muhsin Köse †         | Ali Teoman Akyüz                                 | Horváth-Töreki Gergely        | 2    | Nurten férje, aki Nurtenel ellentétben jól bánik Eliffel. Arzu megöli. |
| Seher                 | Özlem Bölükbaşı                                  | Andrádi Zsanett               | 2    | Nurten rokona. |
| Cemal Gürbüz          | Abdullah Şekeroğlu                               | Bácskai János                 | 2    | Nurtenék után Elif hozzá és a két lányához kerül, lányaival (Incivel és Asumannal) és néha Eliffel is rosszul bánik. |
| Aşuman Şahin          | Tuğba Duygu Erman                                | Bognár Anna                   | 2–3  | Cemal nagyobb lánya, aki az Emirogluk harmadik szolgája, majd Arzu szolgája a Karapinar birtokon. Eközben Erkut felesége lett. |
| Inci                  | Deniz İrem Morkoc                                | Csikos Léda                   | 2–4  | A kislány aki Cemal lánya. Elif nagyon megkedveli őt. Később az Emiroglukhoz kerül. |
| Rabia                 | Asuman Kostak                                    | Rátonyi Hajni                 | 2–3  | Cemalék közelében lakik, majd Erkut és Gonca a lakótársai. |
| Ebru                  | İlayda Üzün                                      | Czető Zsanett                 | 2    | Rabia unokája. |
| Nazan                 | ?                                                | Gruber Zita                   | 2    | A Karapinar ház szolgája. |
| Koray                 | Hassan Can                                       | Czető Roland                  | 2    | Pelin barátja. |
| Yusuf Üstün †         | Umut Özkan                                       | Rada Bálint                   | 3    | A varroda melletti könyvesbolt tulajdonosa, egykor ügyvéd volt. Melek az elején nem bízik benne, de később rájön, hogy Yusuf csak segíteni akar nekik. Elég sokszor is segített is rajtuk amelynek következtében többször is bajba került. A 3. évad végén összeházasodnak. Autóbalesetben megölik. |
| Ümit Köroğlu †        | Emre Caltılı                                     | Pál Tamás                     | 3    | Korábban Serdar lakótársa volt a börtönben , majd miután Tuğce haláláert Serďar az Emiřoğlukat hibáztatta és hogy bosszút álljon Ümitet bízta meg hogy Selimnek legyen az alkalmazottja és elcsábítsa Arzut, egy kis ideig Serdar embere volt , majd átállt Arzu oldalára Később el is vette feleségül ,mialatt bele szeretett , de aztán miután rájött hogy Arzu mennyire szívtelen és lelketlen család romboló , kezdett volna az Melekéknek segíteni Arzu azonban megölte. |
| Cansu                 | Olcay Karakaplan                                 | Laudon Andrea                 | 3    | Zeynephez járt korrepetálásra. |
| Filiz Ögretmen        | Efsun Akkurt                                     | Vadász Bea                    | 3    | A tanárnő az iskolában. |
| Bahriye               | Müge Esmeray                                     | Ősi Ildikó                    | 3    | A varrodában dolgozik. |
| Şuna                  | Elif Tığlı                                       | Czető Zsanett                 | 3    | Szintén egy varrodai dolgozó. |
| Ayşel                 | Esra Öztop                                       | Ozvald Enikő                  | 3    | Ő is a varrodában dolgozik. |
| Cevahir Özgüclü       | Serhat Üstündag                                  | Megyeri János                 | 3    | A varrodai dolgozók vezetője. |
| Beril                 | Ayşenur Nair                                     | Dolmány-Bogdányi Korina       | 3    | A kislány, aki Elif iskolatársa, de haragszik rá. |
| Gülay                 | Mevre Kayaalp                                    | Pánics Lilla                  | 3    | Egy újabb varrodai dolgozó, aki eleinte haragszik Melekre. |
| Ayla                  | Melıs Alevok                                     | Vámos Mónika                  | 3    | Murat új szerelme. |
| Latif                 | ?                                                | Bolla Róbert                  | 3    | Ayla apja. |
| Hakki                 | ?                                                | ?                             | 3    | A kisfiú, akivel az apja rosszul bánt, de Elif, Yusuf, és Melek segít neki. |
| Sitare                | Eda Erol                                         | Zakariás Éva                  | 3    | Selim gyakran hordja őt taxival, később Orhan szerelme. |
| Hülya                 | ?                                                | Farkasinszky Edit             | 3    | Fevziye legjobb barátnője. |
| Leyla                 | Nigar Sen                                        | Solecki Janka                 | 3    | Fevziye lánya. Yusufba szerelmes. |
| Fevziye               | Nuray Erkol                                      | Andai Györgyi                 | 3    | Leyla anyja. |
| Şule                  | ?                                                | Fekete Linda                  | 3    | Leyla barátnője, segített Leylának elrabolni Elifet. |
| Mustafa               | Oguz Yagci                                       |                               | 3–4  | Yusuf nagynénjének Macide-nek alkalmazottja |
| Yahya                 | Caner Atacan                                     |                               | 3    | Leyla unokatestvére,Tarık embere |
| Orhan                 | Cemal Gönen                                      |                               | 3    | Yusuf legjobb barátja, ügyvéd. |
| Macide Haktanir       | Nur Gürkan                                       | Szórádi Erika (3. évad végén) | 4–5  | Yusuf nagynénje. |
| Kerem Haktanir        | Nevzat Can                                       |                               | 4-5  | Macide fia, Hümeyra öccse, Yusuf unokatestvére |
| Reyhan Göksu          | Çagla Şimşek                                     |                               | 4    | Kerem első szerelme, szolgáló a Haktanir házban |
| Tarik Karakas         | Murat Prosçiler                                  |                               | 4    | A negyedik évad főgonosza, Macide veje, Yusuf, Mustafa és Veysel gyilkosa |
| Vildan Çelik          | Özge Yildirim                                    |                               | 4    | Tarik cinkosa, szolgáló a Haktanir házban, Jülide testvére |
| Hümeyra Haktanir      | Berna Keskin                                     |                               | 4-5  | Macide lánya, Kerem nővére, Tarik felesége, majd Levent szerelme |
| Parla Somer           | Seyda Bayram                                     |                               | 4-5  | Hümeyra barátja, Kerem exmenyasszonya |
| Yildiz                | Mediha Aydin                                     |                               | 4    | A Haktanir ház főszolgálója |
| Yunus Erdener         | Cenay Türksever                                  |                               | 4    | Kerem barátja, a divattervező részleg feje a Haktanir vállalatnál |
| Şafak Yildirim        | Ugur Özbagi                                      |                               | 4-5  | Leman fia, Jülide férje, Emirhan nevelőapja, tanár |
| Jülide Çelik Yildirim | Melis Koç                                        |                               | 4-5  | Emirhan anyja, Şafak felesége, Vildan testvére |
| Emirhan Çolak         | Ömer Faruk                                       |                               | 4-5  | Jülide és Tufan fia, Şafak mostohafia, összebarátkozik Inçivel |
| Leman Yildirim        | Parla Senol                                      |                               | 4-5  | Şafak anyja, Jülide anyósa, akit nem kedvel, Tülay tőle bérli a helyet a fonalboltjához |
| Rana Kaya             | Yildiz Asyali                                    |                               | 4-5  | Tarik szeretője, Hümeyra riválisa |
| Birçe Demiray         | Burcu Karakaya                                   |                               | 4-5  | Yunus gyakornoka a Haktanir vállalatnál |
| Zafer Erkul           | Abdullah Kayabaş                                 |                               | 4    | Tarik partnere az illegális üzleteiben |

## Epizódok
| Évad | Évad | Epizódok | Epizódok | Eredeti sugárzás     | Eredeti sugárzás | Magyar sugárzás     | Magyar sugárzás      | Magyar adó | Magyar adó |
| Évad | Évad | Török    | Magyar   | Évadpremier          | Évadfinálé       | Évadpremier         | Évadfinálé           | Magyar adó | Magyar adó |
| ---- | ---- | -------- | -------- | -------------------- | ---------------- | ------------------- | -------------------- | ---------- | ---------- |
|      | 1    | 183      | 183      | 2014. szeptember 15. | 2015. május 29.  | 2017. szeptember 4. | 2018. június 6.      | RTL Klub   |            |
|      | 2    | 178      | 230      | 2015. szeptember 28. | 2016. június 3.  | 2018. június 7.     | 2019. május 16.      | RTL Klub   |            |
|      | 3    | 199      | 256      | 2016. szeptember 19. | 2017. június 24. | 2019. május 17.     | 2020. szeptember 21. | RTL Klub   |            |
|      | 4    | 195      | 250      | 2017. szeptember 18. | 2018. június 15. |                     |                      |            |            |
|      | 5    | 185      | 241      | 2018. szeptember 17. | 2019. június 7.  |                     |                      |            |            |

- Hivatalos oldal (török)